# Jill the Killer
Pour plus de détails, voir Fiche technique et Distribution.
Jill the Killer (titre original : Jill Rips) est un film réalisé par Anthony Hickox en 1999 avec Dolph Lundgren (adapté du roman de Frederic Lindsay).

## Synopsis
Le frère de Matt Sorenson (Dolph Lundgren) a été assassiné. Murray décide d'aller à la recherche du meurtrier. Le seul indice qu'il a est un jeu sexuel sadomasochiste. Il decide de s'infiltrer dans le monde des prostituées afin de retrouvé le meurtrier.

## Fiche technique
- Réalisation : Anthony Hickox
- Production : Damian Lee, Tracee Stanley, Noble Henry
- Scénario : Gareth Wardell, Kevin Bernhardt
- Montage : Brett Hedlund
- Genre : Thriller, Suspense, Erotique
- Interdit aux moins de 12 ans

## Distribution
- Dolph Lundgren (VF : Arnaud Arbessier): Matt Sorenson
- Danielle Brett (VF : Béatrice Delfe) : Irene
- Sandi Ross : Mary